# الکساندر میخایلین
الکساندر میخایلین (انگلیسی: Alexander Mikhaylin؛ زادهٔ ۱۸ اوت ۱۹۷۹) جودوکار اهل روسیه بود.